# Endothenia sordulenta
Endothenia sordulenta es una especie de polilla del género Endothenia, categorizada en la tribu Olethreutini, de la subfamilia Olethreutinae.

## Distribución
Se distribuye por Estados Unidos.

## Taxonomía
Fue descrita por Heinrich en 1926 y publicada en (Endothenia), Bull. U.S. natn. Mus. 132: 102.